# Broadcom (företag)
Broadcom Ltd, tidigare Avago Technologies Ltd., är en singaporiansk-amerikansk multinationell tillverkare av datorkomponenter och analoga och digitala halvledare för bland annat infrastruktur rörande telekommunikation, trådlös kommunikation och datalagring för företag.
Den 1 februari 2016 köptes Broadcom av Avago, som döpte om sig till Broadcom. Köpesumman har angetts till 37 miljarder USA-dollar. Den 2 november 2016 offentliggjorde Broadcom sin avsikt att köpa Brocade Communications Systems, Inc. för 5,9 miljarder USA-dollar.
År 2016 hade Broadcom en omsättning på 13 miljarder dollar och 15 700 anställda. Företaget har huvudkontor i  Singapore och San Jose i Kalifornien.